# اینفانت فیلیپ
اینفانت فیلیپ (ایتالیایی: Filippo Antonio Gennaro Pasquale Francesco de Paula) پسر کارلوس سوم اسپانیا بود که به خاطر کم توانی ذهنی از تاج و تخت محروم شد. برادران کوچکتر او کارلوس چهارم اسپانیا و فردیناند چهارم (سیسیل) به پادشاهی رسیدند.